# Szárazföldi akna
A szárazföldi akna vagy földi telepítésű akna, a köznyelvben gyakran egyszerűen csak akna az ellenséges élőerő, technikai eszközök pusztítására szolgáló robbanó szerkezet. Alkalmazási közege a szárazföld, lehet a felszínen, a felszín fölött, vagy alatt elhelyezett akna. Osztályozásuk sokféle lehet, a különböző harctéri igények miatt rengeteg változatuk létezik.
Használatuk rendje is változó, egyenként is kerülhetnek alkalmazásra, de általános az úgynevezett aknamező is, amely több, nagy területen valamilyen rendszer szerint telepített aknazár, akár különböző típusú aknából áll össze.
A telepített szárazföldi aknák hatástalanítása és eltávolításuk, az aknamentesítés összetett műszaki megoldásokkal lehetséges, melyek időben elhúzódóak és hatékonyságuk mindig bizonytalan.

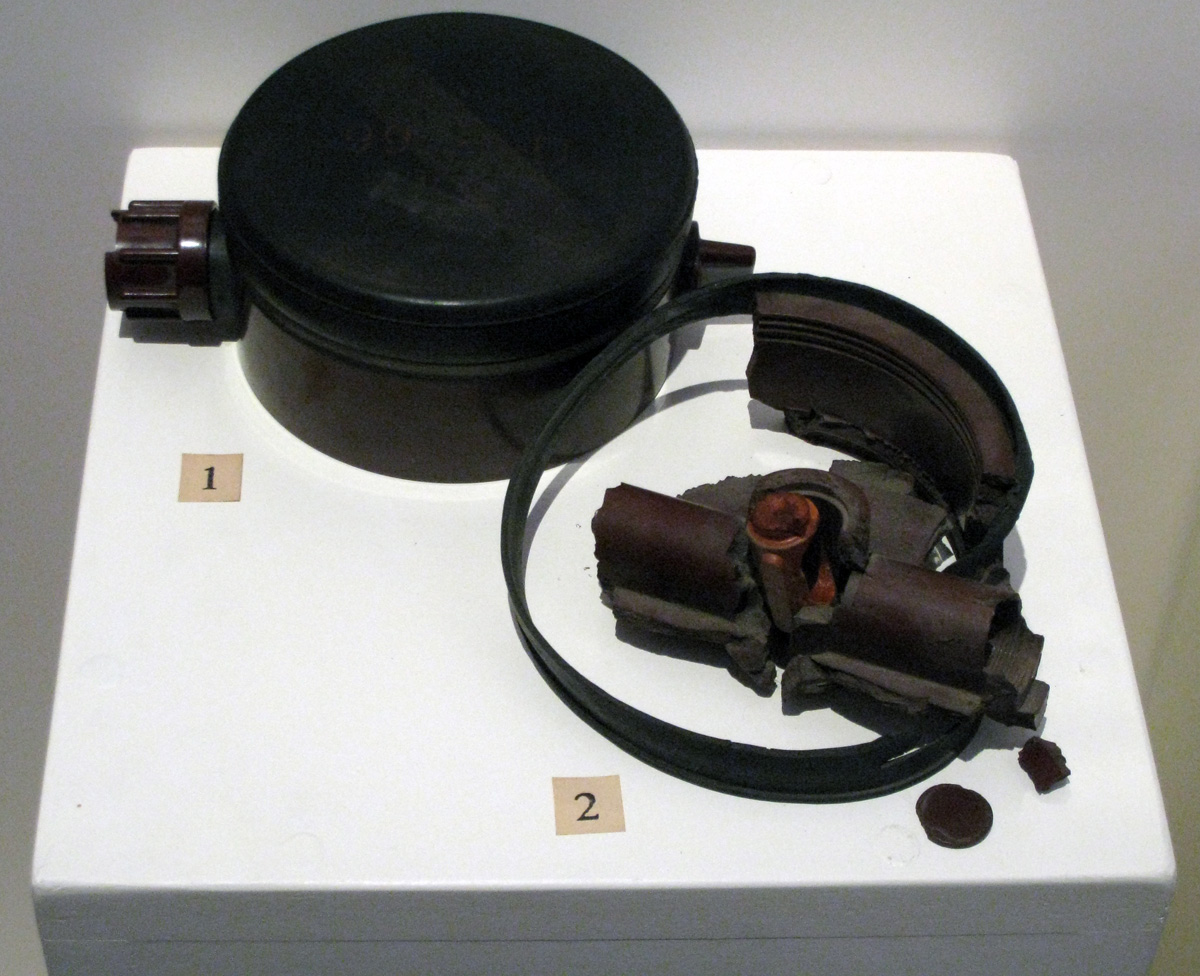
PMN gyalogsági taposóakna.

## Csoportosítások

### Az alkalmazás helye szerint
- Talajba rejtett
- Vízi
- Tereptárgyakon, műtárgyakon, tárgyakon alkalmazott

### Az indítás módja szerint

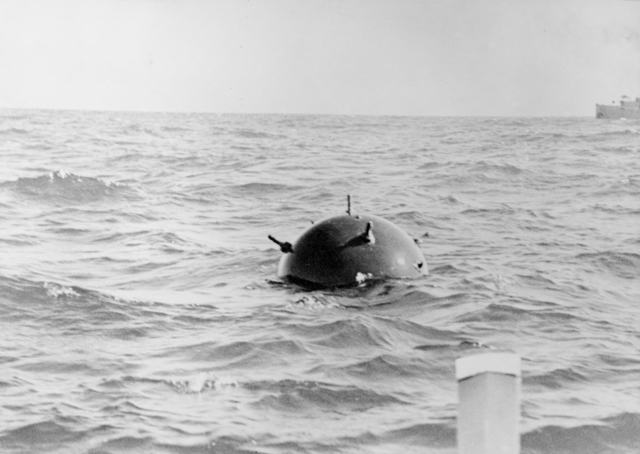
Érintőcsapos víziakna.

- Érintkezős (vagy kontakt) – közvetlen mechanikai érintkezés szükséges a gyújtószerkezet aktiválásához.
  - Taposóakna: általában a talajba rejtett aknák ilyenek, a ráhajtó harceszköz, vagy az ember súlya indítja el
  - Érintőakna: Az akna külső részén lévő érzékelő gombok vagy csápok váltják ki a robbanást, ide sorolhatjuk a botlódrótos gyalogsági aknákat, és a döntőpálcás harckocsiaknákat is.
- Érintkezés nélküli (vagy nem kontakt) – egyéb elnevezés még: közelségi, illetve távolsági – a gyújtószerkezet aktiválásához nincs szükség mechanikai érintkezésre.
  - Közelségi akna: az akna típusától függően közeli, nagy tömegű fémtárgy, rádióforgalmazás, hang, talajrezgés, vagy egyéb nem közvetlen külső behatásra lép működésbe
  - Megfigyelt akna: távirányítással indított robbanótest, rádiókapcsolattal, vezetékes összeköttetéssel, vagy egyszerűen rántó zsinórral távolról működtetik a kellő időben. Különösen átjárókon áthaladó ellenség pusztítására, és továbbhaladásának megakadályozására alkalmas, de gerillaharcban, és terrorcselekmények elkövetésénél is előfordul.
- Egyéb aknák: 
  - Meglepő akna: Más tárgyba beépített, vagy azzal összekötött robbanótest, kimondottan az élőerő ellen, a hadviselésben kényszerűségből hátrahagyott eszközök és fegyverek zsákmányolásának megakadályozására is használják, a dél-szláv konfliktusban például a feladott területen lévő épületekbe rejtettek el bombákat bútorokba, vagy járművekbe. A hidegháború idején keringtek legendák elszórt robbanó töltőtollakról és robbanó vagy lakástüzet okozó játékszerekről is. A meglepő aknák alkalmazásának egyik példája az Afganisztánban szolgálatot teljesítő magyar tűzszerészek ellen elkövetett merénylet, mivel mindkét tűzszerészt egy kisebb robbanószerkezettel tőrbe csalták, és halálukat egy másik, nagyobb robbanószerkezet okozta.[1][2]

### A hatásmechanizmus alapján

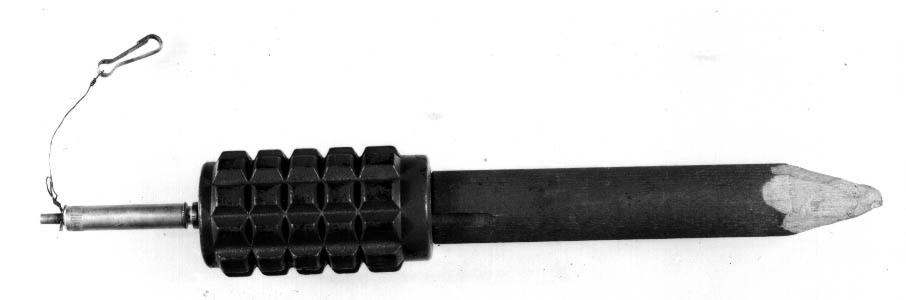
Botló-drótos gyalogsági repeszakna (POMZ-2).

- Repeszakna: Hatását – a robbanás erején kívül – a nagy sebességgel szétrepülő szilánkok útján fejtik ki, ezek az akna burkolatából, a burkolat alá helyezett, vagy a robbanótöltetbe ágyazott repesztest(ek)ből származnak. Anyaga kezdetben acél vagy öntöttvas volt, de mivel a vas nagyon könnyen felderíthető már kerülik, használtak /használnak/ rozsdamentes acélt mivel nem ferromágneses, műanyagot, kerámiatestet, üveget, vagy betont is. Egyes típusoknak repeszhatást kifejtő külön háza nincs is, csak a töltet robbanóereje, és a fölötte lévő talaj esetleges repeszhatása roncsol.

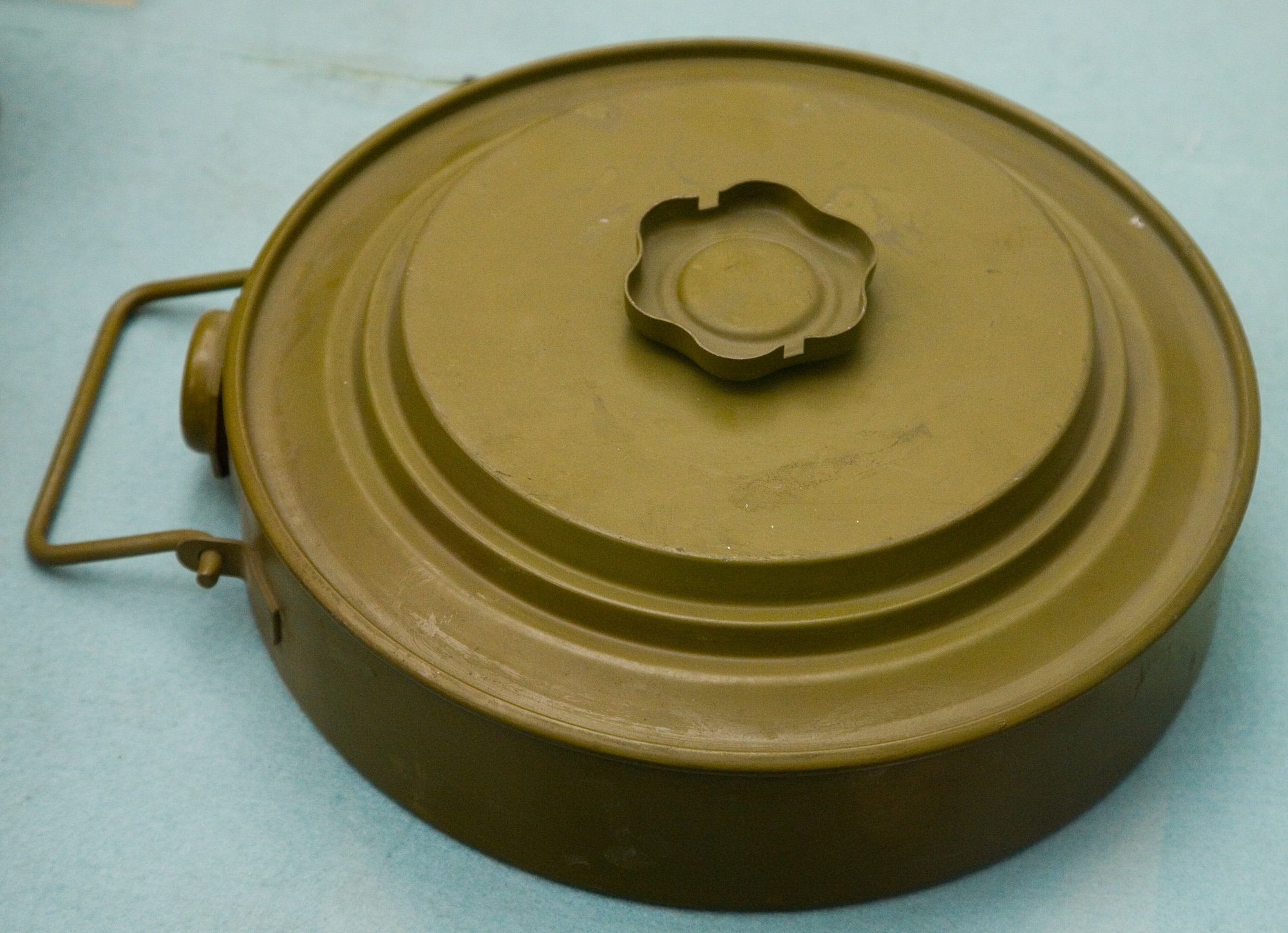
Kínai gyártmányú (Type 59) kumulatív harckocsiakna.

- Kumulatív akna: Általában gépjárművek és páncélozott eszközök ellen használják, lapos robbanótöltet, homorú kialakítással, vékony fém béléssel, a robbanás energiáját egy nagyon kis felületre koncentrálja, így képes akár harckocsik haspáncélját is átütni, a viszonylag kis robbanótöltet ellenére.

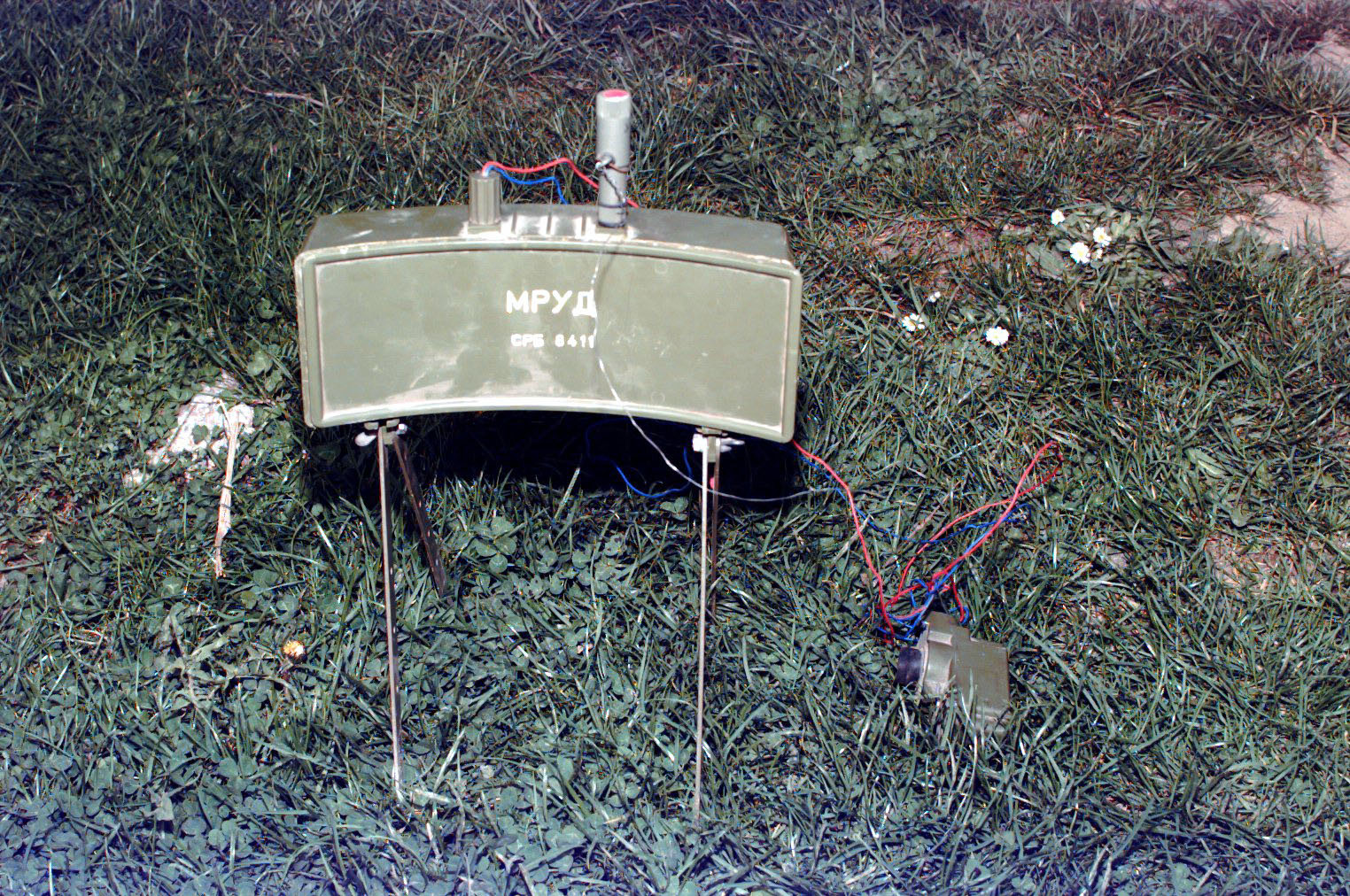
Telepített kumulatív repeszakna (МРУД)

- Kumulatív repeszakna: A homorú robbanótest felületébe ágyazott repeszanyag (például acélgolyók) veszi fel a robbanás energiáját, így azt nagy távolságra – 50-150 méter – is lehet alkalmazni, gépjárművek, könnyű páncélozott eszközök, vagy élőerő ellen.
- Vegyi akna: Működésekor nem csak robban, hanem a töltet gyújtó, vagy mérgező harcanyagot is kivet, ennek következtében nagyobb területen pusztítja az élőerőt, és elműködés után egy ideig tovább akadályozza, vagy kockázatossá teszi a mozgást .

## Aknák alkalmazása, telepítés
Mindig az akna típusa, és az elérendő cél függvénye.
Lehetséges célok: 
- Lehetséges mozgási irány, átjáró lezárása
- Terület vagy objektum megközelítésének, vagy birtokba vételének megakadályozása
- Nem tervezett manőver kikényszerítése
- Mozgó ellenség megállítása, és így tűzzel való pusztításának megkönnyítése
- Ellenség lassítása, időnyerés saját manőverhez

Az aknák elhelyezésének legegyszerűbb módja a kézi telepítés. Talajba rejtett akna esetén ásóval előkészített aknafészekbe kézzel helyezik az aknát, élesítik, betakarják, és lehetőség van álcázásra is (gyeptégla visszahelyezése, talaj elsimítása). Hátránya, hogy lassú.
Gépi telepítés gyorsabb, előkészített védelem estén akkor van rá lehetőség, ha a szemben álló fél nem tudja megfigyelni, vagy tűz alatt tartani az eszközt.
Könnyen felderíthető helyen, például műúton, ahol az álcázás csaknem lehetetlen, mozgatott aknát alkalmaznak: például az aknát csak akkor húzzák kötéllel terepfedezet vagy mesterséges álca alól a pusztítandó jármű útjába, amikor az már nem tudja azt elkerülni.
Van olyan aknatípus, amely aktív harceszközként is alkalmazható (például a modern önjáró akna és az aknatorpedó): ez a telepítés helyén csak „várakozik”, a céltárgyat programozásának megfelelően maga választja ki és pusztítja el, aktív helyváltoztatással. A felderítést és az ártalmatlanítást jelentősen megnehezíti.
Léteznek olyan aknatípusok, amelyeket tüzérségi eszközökkel vagy légi úton juttatnak el a helyükre, ezt nevezik szórt aknamezőnek. Felderítése ugyan könnyű, de az aknák hatástalanítása vagy az aknamező megkerülése megállítja vagy lelassítja a támadót.
Az aknák telepítése történhet felszedés elleni biztosítással is, ekkor csak elműködtetés után válik járhatóvá az aknamező, az aknakifordító ekével, vagy bordázott aknataposó "hengerrel" felszerelt harcjárművek pedig lassan mozognak, nagy célfelületet adnak, könnyen elpusztíthatók, és jellemzően csak a konkrét feladatra kirendelt harccsoport rendelkezik ilyen eszközökkel, alegységek alapfelszerelésében ritka. Az aknamezők általában vegyesen tartalmaznak különböző célú aknákat, hogy a felszámolást még nehezebbé tegyék. Az aknamezőkre – a harcászati helyzettől függően – néha csak rövid ideig van szükség, az is előfordul, hogy a védelemben lévő félnek a műszaki zár által védett irányba kell továbbhaladnia. Ezért az aknamezőről nagyon pontos feljegyzést kell készíteni (aknamező-törzskönyv), a későbbi felszámolás lehetővé tétele érdekében. Léteznek olyan aknák is, amelyeket szükség esetén rádióparanccsal lehet élesíteni, deaktiválni, vagy megsemmisíteni. Időzíthető típusok is vannak, ezeket lerakás előtt állítják be a felrobbanás kívánt idejére.
Vízi aknák esetén a rögzítés általában horgonyzással történik, néha vízfelszínen, de leginkább az alatt, a várható típusú ellenséges eszközök merülési mélységétől, és az akna érzékelési távolságától függő mélységben. Megoldható a nyitható aknazár is, ekkor a horgonyon lévő csörlővel húzható vissza a fenékre. A mélység változtatása tengeri alkalmazásnál különösen fontos, az apály-dagály váltakozása miatt. A víziaknák is több vonalban kerülnek elhelyezésre, hogy egy hajó feláldozásával ne lehessen átjárót nyitni. A víziaknák esetén nemzetközi egyezmény tiltja az úgynevezett sodorakna használatát.

## Aknák a háború után
A háború végeztével komoly veszélyforrást jelentenek a fel nem robbant aknák. Sokféle aknamentesítő eljárás létezik. Afganisztánban Massoud Hassani kifejlesztett egy szél hajtotta eszközt, amely aktivizálja a taposóaknákat.